# Luis Ocaña
Vous lisez un « bon article » labellisé en 2018.
Pour les articles homonymes, voir Ocaña.
Jesús Luis Ocaña Pernía, né le 9 juin 1945 à Priego (Espagne) et mort le 19 mai 1994 à Mont-de-Marsan, est un coureur cycliste espagnol. Professionnel de 1968 à 1977, il remporte 110 victoires, souvent dans des courses à étapes. Il remporte notamment le Tour de France 1973 et le Tour d'Espagne 1970 et est sacré à deux reprises champion d'Espagne sur route.
Après avoir passé son enfance en Espagne, Luis Ocaña immigre en France avec sa famille à Magnan dans le Gers en 1957. Il signe sa première licence de cyclisme à 16 ans, puis intègre le Stade montois cyclisme de Mont-de-Marsan. Il devient professionnel en 1968 au sein de la formation ibérique Fagor. Il effectue une première saison prometteuse, remportant le championnat d'Espagne. Il confirme son talent l'année suivante, puis s'impose en 1970 lors du Tour d'Espagne et remporte une étape sur le Tour de France. Il est le principal adversaire du grand favori Eddy Merckx lors du Tour de France 1971. Après une victoire mémorable à Orcières Merlette, il est victime d'une lourde chute dans le col de Menté, le contraignant à abandonner alors qu'il est porteur du maillot jaune. Cette fin dramatique après avoir été le premier à mettre à mal Eddy Merckx marque l'histoire du cyclisme. Il obtient la consécration deux années plus tard sur le Tour de France 1973. Ocaña n'obtient plus de succès probants par la suite et termine sa carrière en 1977.
Sa carrière terminée, il devient directeur sportif sans grands succès. Il fait l'acquisition d'une exploitation agricole à Caupenne-d'Armagnac dans le Gers, mais subit de grosses pertes financières à la suite d'une forte grêle qui détruit son vignoble en 1983. Il est aussi consultant pour Antenne 2 et des radios espagnoles.
Victime de plusieurs accidents de voiture, il subit des transfusions sanguines, au cours desquelles il contracte une hépatite C qui provoque un cancer du foie. Se sachant condamné à brève échéance, il se suicide par arme à feu le 19 mai 1994.

## Biographie

### Jeunesse et carrière amateur
Jesús Luis Ocaña Pernía naît le 9 juin 1945 à Priego en Nouvelle-Castille, entre Cuenca et Tolède, dans l'Espagne franquiste. Il est le fils aîné de Luis et Julia, il a quatre frères et deux sœurs, Amparo, Antonio, Marino décédé à deux mois, d'un autre frère prénommé également Marino, Marie-France et Michel. Il passe sa petite enfance dans le val d'Aran, dans le hameau de Vila à proximité du col du Portillon et de la frontière française, où son père a trouvé un travail de mineur. Il parcourt à pied sept kilomètres à travers champs afin de se rendre à l'école des Frères de la Saille, située à Vielha e Mijaran. Toute la famille Ocaña immigre en France en 1957 à Magnan dans le Gers où le père de Luis a trouvé un travail de bûcheron,. Dans ce village qu'il trouvait « magnifiquement beau », il fréquente l'école communale. À 14 ans, il quitte l'école et devient apprenti dans une menuiserie chez Monsieur Ducos à Aire-sur-l'Adour. Luis apprend à faire de la bicyclette sur celle de sa cousine Carmen.
Passionné par la pratique du vélo, il travaille dans un magasin à Barcelonne-du-Gers pour se payer son premier vélo jaune marbré de marque Automoto, qui a équipé de grands coureurs comme Lucien Petit-Breton, Henri Pélissier ou Ottavio Bottecchia. Grâce à son patron menuisier, Ocaña signe à 16 ans sa première licence cycliste à l'Avenir aturin, société sportive à Aire-sur-l'Adour. Le jeune coureur a besoin d'un véritable vélo de course afin de participer aux compétitions. Le prix étant trop élevé, c'est Monsieur Ducos qui le finance moyennant un remboursement en cinq mensualités. Il signe sa licence sous le nom francisé de « Louis Ocagna » car la tilde sur le n de son nom n'existe pas dans les caractères d'imprimerie française. Ocaña remporte sa première victoire amateur le 1er avril 1962 lors du Grand Prix du Printemps à Mimizan. Après six victoires en 1962 et sept autres en 1963, il intègre le club de Mont-de-Marsan, portant un maillot jaune à épaulettes noires orné de la silhouette d'un petit écureuil. Le président du club Pierre Cescutti, dénicheur de talents, parle de Luis Ocaña en ces termes : « Sous ses allures de chien fou, j'ai vite repéré que le gamin avait un gros moteur. J'avais entre les mains un joyau, à la fois talentueux et fragile. ». En 1964, il s'impose pour la première fois sous ses nouvelles couleurs lors du Prix Martini à Mont-de-Marsan. Quelques jours plus tard, il l'emporte à Bagnères-de-Bigorre par une température en dessous de zéro, avec plus de six minutes d'avance sur le deuxième. L'année suivante, sa licence comporte le label « indépendant hors catégorie », ce qui lui permet de se confronter aux coureurs professionnels. En mai, il participe à la Course de côte du mont Faron, épreuve en contre-la-montre individuel, qu'il termine à la cinquième place à deux minutes du vainqueur, Jacques Anquetil. Il prend ensuite la deuxième place lors du Grand Prix de France, puis la septième place lors du Grand Prix des Nations.
Luis Ocaña continue de triompher dans la catégorie amateur les années suivantes, à Bretagne-de-Marsan, au Tour de la Bidassoa, au Tour du Béarn, au Tour du Roussillon et au Grand Prix des Nations amateurs. Ses bonnes performances le font connaître et le milieu cycliste lui donne le surnom de « l'Espagnol de Mont-de-Marsan ». Malgré ces bons résultats en amateur et en tant qu'indépendant chez les professionnels, aucune équipe française ne veut le faire signer. Il répond alors aux sollicitations de l'équipe espagnole Fagor, qui lui impose de conserver sa nationalité espagnole alors que des démarches pour une naturalisation française avaient été entamées. Il devient donc coureur professionnel pour un salaire mensuel de 15 000 Pesetas (soit 1 200 Francs) et abandonne son métier de menuisier ébéniste,.

### Carrière professionnelle

#### Débuts prometteurs (1968)
En 1968, pour sa première saison professionnelle, Ocaña remporte le GP Llodio devant son compatriote José Antonio Momeñe. Fin avril, il participe au Tour d'Espagne qu'il abandonne lors de la douzième étape. Il participe ensuite à son deuxième grand tour lors du Tour d'Italie. Ocaña fait partie de la bonne échappée lors de la dix-neuvième étape mais ne peut contester au sprint la victoire à l'Italien Luciano Dalla Bona. Lors de l'avant-dernière étape, il s'échappe à nouveau et franchit la ligne d'arrivée au sommet du Blockhaus de la Majella à la quatrième place. Il termine trente-deuxième au classement général de l'épreuve transalpine remportée par le Belge Eddy Merckx. Ocaña devient ensuite champion d'Espagne devant Antonio Gómez del Moral et Jesús Aranzabal. Le soir même, il offre son maillot sang et or à son père mourant. Ce dernier décède le 31 août alors que son fils participe pour la première fois aux championnats du monde à Imola en Italie. En septembre, Ocaña est troisième du Grand Prix des Nations à plus de quatre minutes du vainqueur, l'Italien Felice Gimondi. Il conclut sa saison par une cinquième place lors d'À travers Lausanne, avant de terminer troisième avec son compatriote Jesús Aranzabal au Trophée Baracchi, remporté par Felice Gimondi et Jacques Anquetil.

#### Confirmation de son talent (1969)
Luis Ocaña commence sa saison 1969 par une victoire à la Semaine catalane. Un mois plus tard, lors du Tour du Pays basque, malgré sa victoire lors de la troisième étape, il ne termine qu'à la sixième place du classement général final, remporté par le vétéran Jacques Anquetil à 35 ans. En avril, lors de la Vuelta 1969, il remporte le prologue inaugural de 6,5 kilomètres à Badajoz, ce qui lui permet de se parer du maillot jaune de leader du classement général. Il perd sa tunique, dès le lendemain, au profit du Britannique Michael Wright. Il parvient ensuite à suivre les favoris dans les étapes au profil accidenté. Il conclut l'épreuve par deux victoires en contre-la-montre individuel à Saint-Sébastien et à Bilbao. Cela lui permet de terminer à la deuxième place au classement général final, à une minute et cinquante-quatre secondes du vainqueur, Roger Pingeon. Ocaña remporte également le Grand Prix de la montagne,. En juin, il prend à Nîmes, le départ du Grand Prix du Midi libre, épreuve courue en six étapes réparties sur quatre jours. Alors qu'il est troisième au classement général, à l'amorce de la dernière journée de course qui est scindée en deux étapes, sur la courte étape de 83 kilomètres entre Quillan et Font-Romeu, proposant plusieurs ascensions, Ocaña crée une échappée avant la montée du col de la Quillane. Les fuyards ne sont pas repris, il termine deuxième de l'étape et se pare du maillot de leader. Lors de la dernière étape menant à Perpignan, il conserve son avance et remporte le Grand Prix du Midi libre,. Il devient leader de son équipe pour le Tour de France 1969 qui démarre de Roubaix et se présente avec un rôle d'outsider pour la victoire finale. Les espoirs d'Ocaña de bien figurer sur l'épreuve sont rapidement déçus. Lors du contre-la-montre par équipes à Woluwe-Saint-Pierre en Belgique, l'équipe Fagor termine onzième, à plus de cinq minutes de l'équipe victorieuse, la Faema. De plus, lors de la sixième étape menant au Ballon d'Alsace, Ocaña chute lourdement dans la descente du Grand Ballon. Blessé, couvert de pansements, il lutte pendant deux jours. Mais à bout de force, ne parvenant plus à suivre le rythme du peloton, il est contraint à l'abandon à Bas-Mornex, lors du deuxième tronçon de la huitième étape,. Sélectionné afin de participer aux championnats du monde organisés à Zolder en Belgique, il manque la bonne échappée et ne parvient pas à faire un retour sur l'avant de la course, malgré une tentative sur plusieurs tours du circuit en compagnie du Français José Catieau et du Belge Roger Swerts. Le Néerlandais Harm Ottenbros l'emporte et se pare du maillot arc-en-ciel.

#### Victoire au Tour d'Espagne (1970)

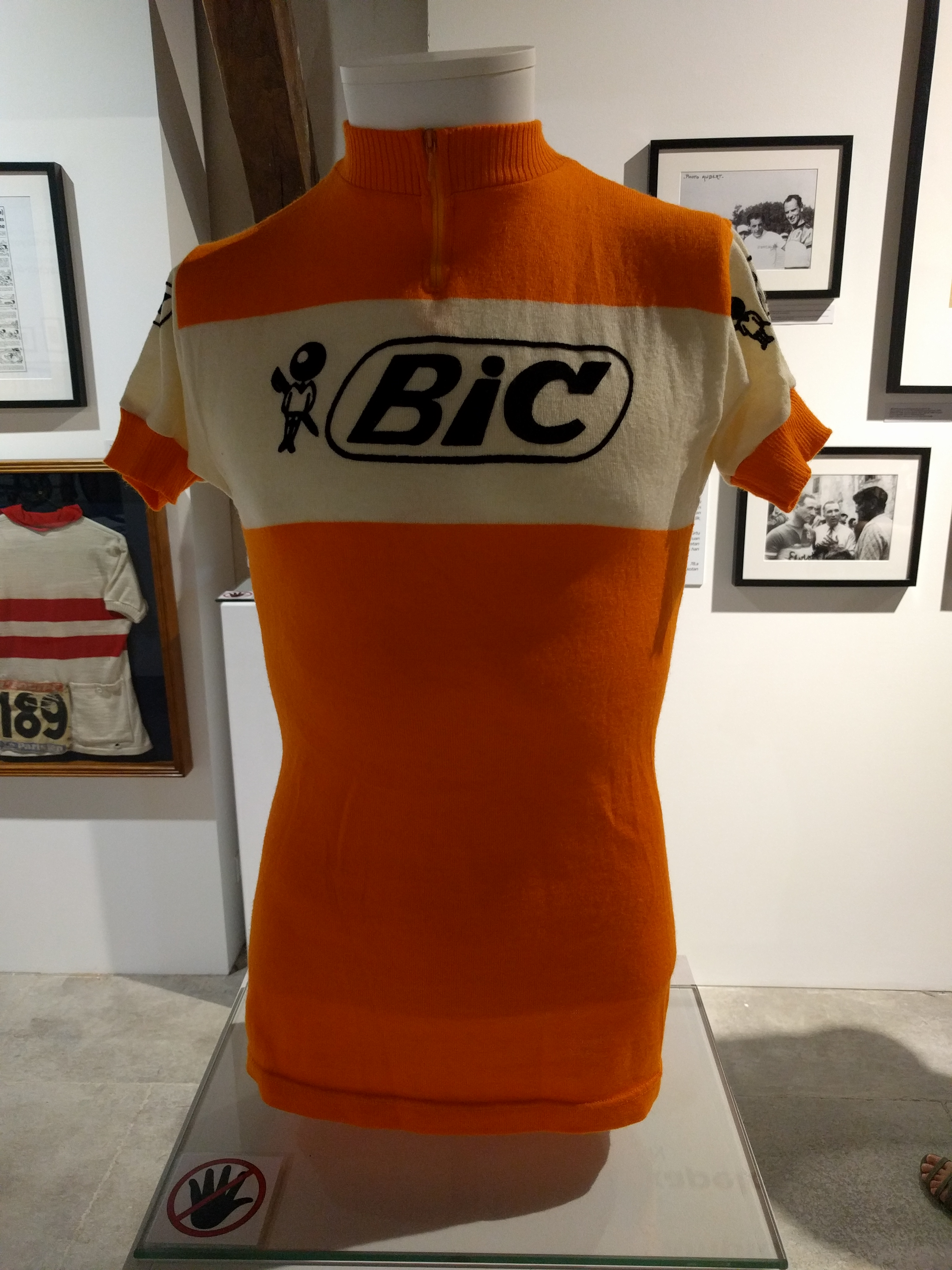
Maillot de l'équipe cycliste Bic.

En 1970, Maurice De Muer, dirigeant de l'équipe Bic, engage Luis Ocaña en remplacement de Lucien Aimar. Dans la formation française, il partage le rôle de leader avec le Néerlandais Jan Janssen. La cohabitation avec le vainqueur du Tour de France 1968 ne pose aucun problème car ce dernier privilégie l'intérêt du groupe.
Sous ses nouvelles couleurs orange et blanche, Ocaña se confronte en début de saison à Eddy Merckx lors de Paris-Nice. Même s'il se montre très offensif durant l'épreuve, il ne peut rien face au « Cannibale » et termine deuxième au classement général final, à deux minutes et quatorze secondes du Belge. En l'absence d'Eddy Merckx, Felice Gimondi, Roger Pingeon et Raymond Poulidor, Ocaña fait de la Vuelta 1970 son principal objectif de la saison et endosse le rôle de favori pour la victoire finale. Ses principaux adversaires sont le Belge Herman Van Springel, l'Allemand de l'Ouest Rolf Wolfshohl et le Néerlandais Marinus Wagtmans. D'entrée, il remporte le prologue de 6 kilomètres à Cadix. La suite de l'épreuve est une lutte acharnée entre Ocaña, Van Springel et les Espagnols Agustín Tamames et Jesús Manzaneque. La dernière étape est un contre-la-montre individuel de 29 kilomètres sur un parcours vallonné, Tamames est porteur du maillot de leader du classement général, mais les trois autres coureurs ne pointent qu'à quelques secondes. Luis Ocaña se montre le plus fort durant l'effort solitaire lors duquel il reprend plus d'une minute à tous ses adversaires. Il arrache la victoire finale et remporte le premier grand tour de sa carrière.
Son directeur convainc Ocaña de participer au Critérium du Dauphiné libéré. Dans l'étape Lyon-Sallanches, il s'empare du maillot de leader. Bien que son équipier Jean-Claude Genty l'en dépossède le lendemain, Luis Ocaña reprend la tête du classement général après sa victoire lors du contre-la-montre individuel entre Privas et Vals-les-Bains comprenant l'ascension du col de l'Escrinet. Il remporte l'épreuve devant Pingeon et Van Springel. Grâce à ces performances, Ocaña semble le seul coureur capable d'empêcher l'intraitable Merckx de remporter le Tour de France 1970. Il déclare à la presse : « Oui, si j'ai la chance de conserver la remarquable condition physique m'ayant permis de gagner la Vuelta et les Six Provinces, entre Merckx et moi, ce sera la guerre ».
Cependant, dès le prologue de l'épreuve à Limoges long de 7,4 kilomètres, il concède quinze secondes au Belge. L'écart continue d'augmenter, après la contre-performance de l'équipe Bic dans le contre-la-montre par équipes à Angers. Ocaña perd ensuite régulièrement du temps les étapes suivantes puis subit une grosse déconvenue entre Belfort et Divonne-les-Bains, sous une forte chaleur, il termine avec plus de douze minutes de retard. Entre Grenoble et Gap, Ocaña en souffrance dans le col du Noyer est proche de l'abandon mais il parvient à rejoindre l'arrivée dans le Gruppetto vingt-cinq minutes après le vainqueur de l'étape, l'Italien Primo Mori, grâce au soutien de son équipier Charly Grosskost. Après avoir été moribond dans le massif des Alpes, Luis Ocaña, qui ne peut plus prétendre à un bon résultat au classement général, passe à l'offensive lors de la dix-septième étape. Parti seul à trente kilomètres de l'arrivée, il s'impose en solitaire à Saint-Gaudens. Ocaña prend ensuite la deuxième place du contre-la-montre individuel lors de la dernière étape entre Versailles et Paris. Il conclut l'épreuve à la trente-et-unième place au classement final, loin du vainqueur, Eddy Merckx.

#### Tour de France dramatique (1971)

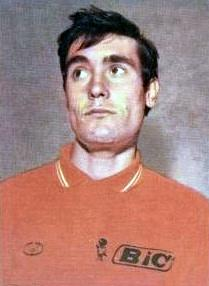
Luis Ocaña en 1971.

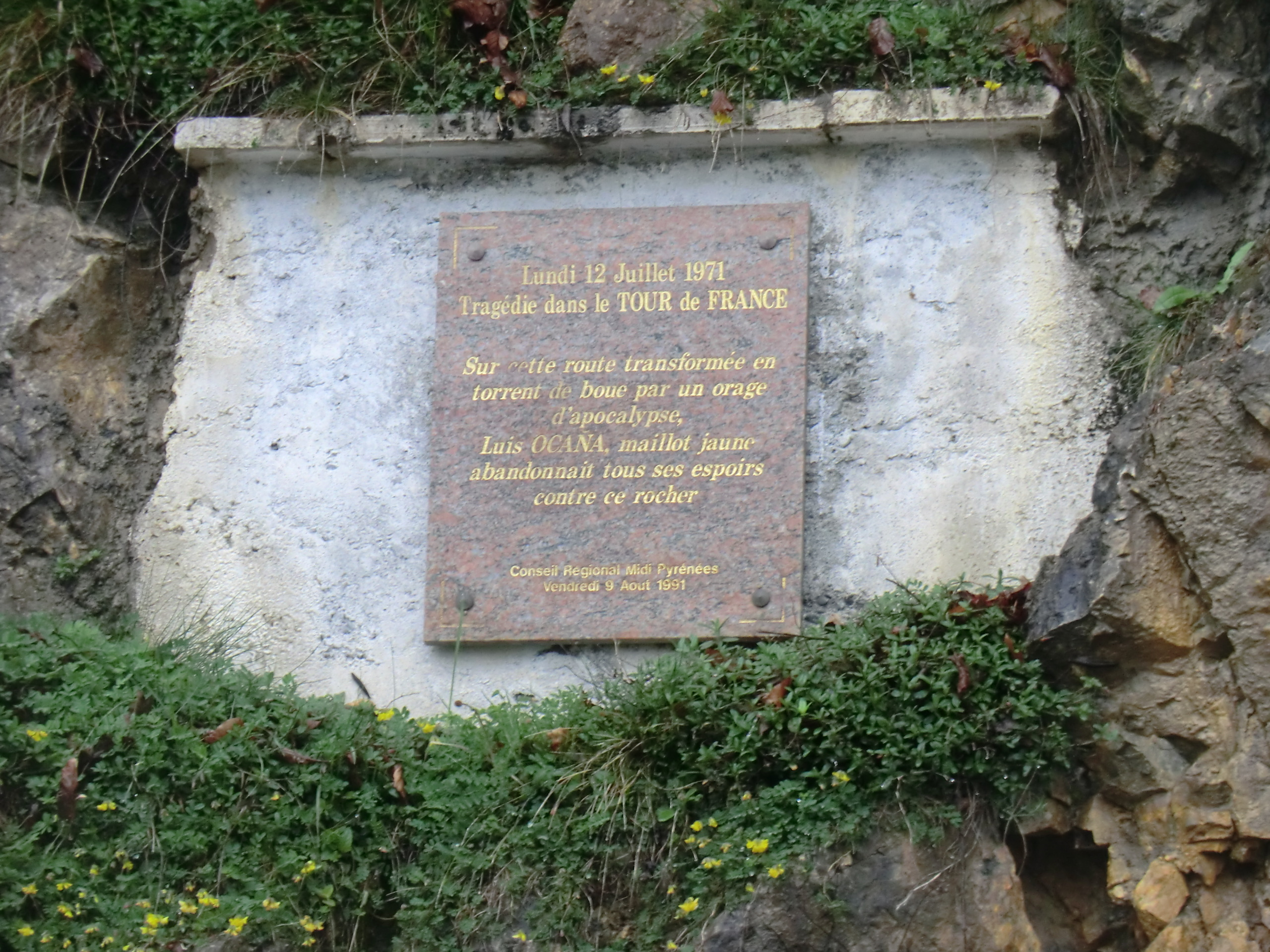
Plaque commémorative en l'honneur de Luis Ocaña au col de Menté.

En ce début de saison 1971, Ocaña participe à Paris-Nice qu'il termine à la troisième place derrière Eddy Merckx et le Suédois Gösta Pettersson. Même s'il est battu par Raymond Poulidor lors de la Semaine catalane, il enchaîne ensuite les victoires au Subida a Arrate puis au Tour du Pays basque. Il est le grand favori pour le Tour d'Espagne. Cependant, Ocaña n'est pas très enthousiaste à l'idée de participer à cette épreuve et déclare à la presse : « Le Tour d'Espagne 1971 manque d'intérêt pour moi ». Il ne souhaite pas trop se fatiguer car son objectif principal de la saison est le Tour de France. Son manque d'envie se caractérise par le fait qu'il ne gagne que la douzième étape entre Bilbao et Vitoria. Il conclut néanmoins cette Vuelta sur la troisième marche du podium derrière les Belges Ferdinand Bracke et Wilfried David. Ocaña reprend la compétition au Critérium du Dauphine libéré et souhaite remporter le classement final face à Eddy Merckx. Ce dernier s'empare dès le premier jour du maillot de leader, après la victoire de sa formation lors du contre-la-montre par équipes. Lors de l'étape entre Grenoble et Annecy, Luis Ocaña tente à plusieurs reprises de décramponner Merckx, en vain. Il prend la deuxième place au classement général final, battu par Merckx pour cinquante-quatre secondes,,.
Ocaña est désigné comme le grand rival d'Eddy Merckx dans le Tour de France 1971. Il fait partie de l'échappée royale lors de la deuxième étape menant à Strasbourg. Ce groupe, composé des principaux favoris de l'épreuve, relègue le peloton à plus de neuf minutes à l'arrivée. Ocaña se montre ensuite à son avantage en s'imposant au sommet du Puy de Dôme après avoir décroché tous ses adversaires à quelques kilomètres de l'arrivée. Cette victoire lui permet de revenir à trente-sept secondes du Belge au classement général. Deux jours plus tard, Ocaña porte un nouveau coup d'estoc dans le massif des Alpes, profitant d'une crevaison du maillot jaune pour attaquer. Merckx, incapable de revenir sur le groupe de tête dans le col de Porte, concède une minute et trente-six secondes à l'arrivée à Grenoble et doit abandonner la tête du classement général au Néerlandais Joop Zoetemelk. Le lendemain, sur une courte étape montagneuse de 134 kilomètres, Ocaña suit l'offensive du Portugais Joaquim Agostinho dès la première difficulté du jour, la côte de Laffrey. Zoetemelk et le Belge Lucien Van Impe se joignent aux deux attaquants alors que Merckx est décramponné. Dans le col du Noyer, Luis Ocaña se dresse sur ses pédales et se débarrasse de ses trois compagnons d'échappée. Il ne faiblit pas dans la suite de sa chevauchée et franchit la ligne d'arrivée en solitaire à Orcières-Merlette. Van Impe termine deuxième à presque six minutes et Merckx, qui s'est magnifiquement battu, concède huit minutes et quarante-deux secondes. Ce dernier déclare à la presse : « Aujourd'hui Ocaña nous a maté comme El Cordobès dans l'arène mate ses taureaux ». Ocaña endosse pour la première fois de sa carrière le maillot jaune et possède une avance confortable sur ses adversaires,. L'étape suivante, Merckx, revanchard, provoque une échappée dès la ligne de départ. À l'arrivée à Marseille, il réussit à reprendre plus de deux minutes à Ocaña. Après la journée de repos, il lui reprend encore onze secondes lors du contre-la-montre individuel à Albi. Lors de la quatorzième étape entre Revel et Luchon, le duel entre les deux coureurs prend fin de façon dramatique. Une averse de grêle s'abat sur les coureurs qui s'élancent dans la descente du col de Menté. Ocaña manque un virage à cause de la boue et chute en compagnie de Merckx. Ce dernier parvient à repartir, alors qu'Ocaña est percuté violemment par Zoetemelk. À demi-inconscient sur le bas côté, il souffre des côtes et de la colonne vertébrale et doit abandonner la course. Le lendemain, Merckx qui vient de récupérer la tête du classement général, refuse de porter le maillot jaune. Il remporte son troisième Tour de France et déclare sur les Champs-Élysées : « J'aurais préféré terminer deuxième et livrer une bataille jusqu'au bout ». « Un jour de juillet, le maillot jaune m'est entré dans la peau » écrira Ocaña plus tard. Antoine Blondin, dans les colonnes de L'Équipe, écrit à propos de cet événement : « Luis Ocaña n’était peut-être pas intrinsèquement le meilleur de la course, mais il en était le soleil ».
Les championnats du monde, organisés à Mendrisio en Suisse sur un parcours accidenté, sont placés sous le signe de la revanche entre Merckx et Ocaña. Mais le « Cannibale » l'emporte à nouveau et se pare du maillot arc-en-ciel. La fin de saison d'Ocaña est ensuite tonitruante. Il remporte successivement le Tour de Catalogne, À travers Lausanne, puis le Grand Prix de Lugano. Il s'impose ensuite nettement au Grand Prix des Nations, reléguant le deuxième, Joop Zoetemelk, à trois minutes. Il conclut l'année en remportant le Trophée Baracchi en compagnie du Danois Leif Mortensen et termine deuxième du Trophée Super Prestige Pernod derrière Merckx.

#### Nouvelle déconvenue au Tour de France (1972)

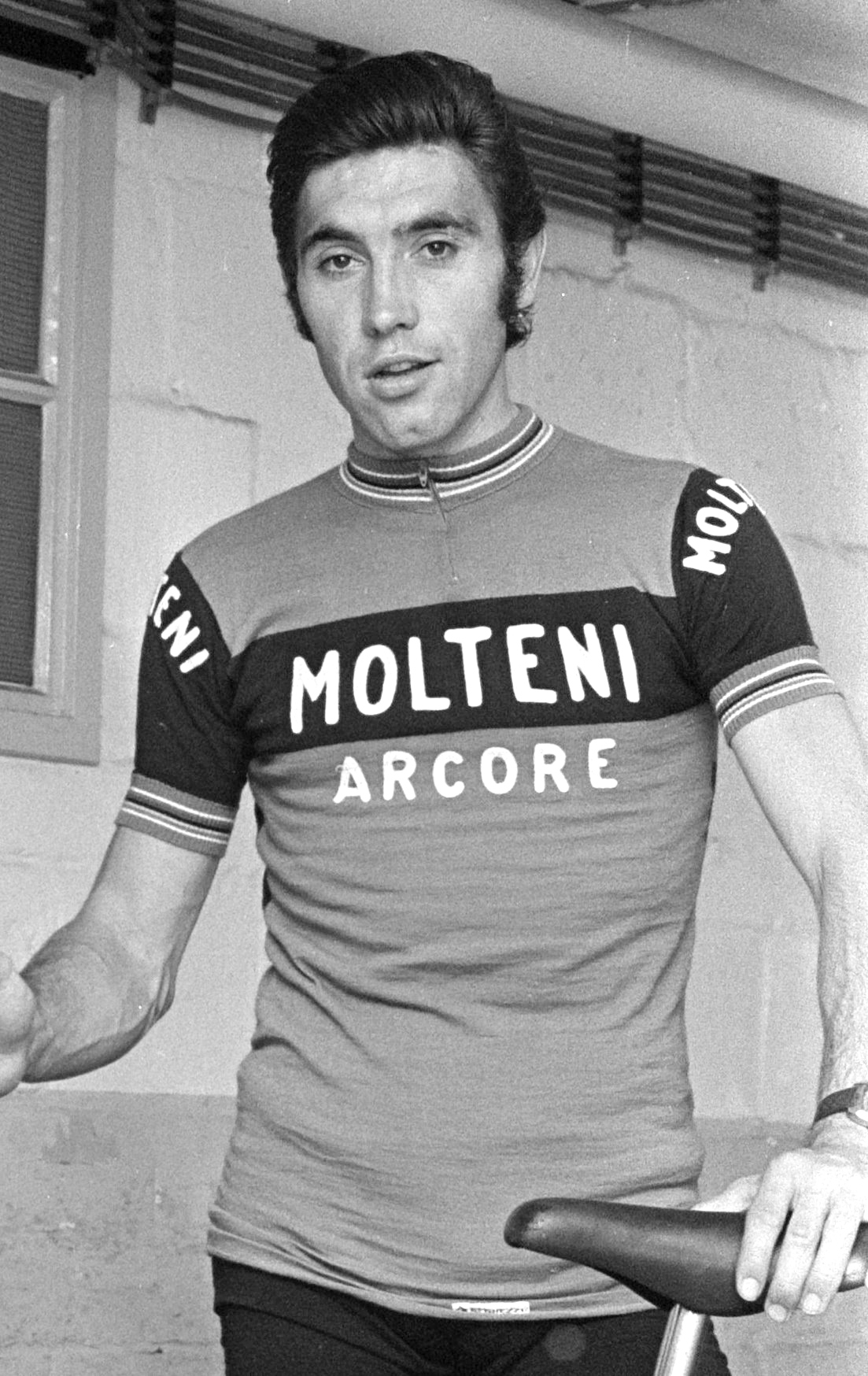
Eddy Merckx (ici en 1973), grand rival de Luis Ocaña.

En 1972, Luis Ocaña et son éternel rival, Eddy Merckx, se retrouvent lors de Paris-Nice. Lors du prologue à Dourdan Ocaña termine cinquième à dix secondes du vainqueur. Lors de l'étape entre Saint-Étienne et Valence, l'Espagnol tente plusieurs offensives dans le col de la République, mais Merckx diminué à la suite d'une chute survenue la veille, s'accroche et revient dans la descente. Lors de la cinquième étape menant à Manosque, Ocaña termine deuxième au sommet de la côte du Mont d'Or et ses forts pourcentages. La dernière étape est un contre-la-montre individuel de 9,5 kilomètres sur les pentes du col d'Èze. Le vétéran Raymond Poulidor (35 ans) crée la surprise en décrochant la victoire finale, Ocaña termine sur la troisième marche du podium à cinquante-deux secondes du vainqueur. Blessé au genou, il renonce à participer à Milan-San Remo et préfère se soigner chez lui. Ocaña poursuit sa saison par une deuxième place aux Quatre Jours de Dunkerque derrière Yves Hézard. Il participe ensuite au Critérium du Dauphiné libéré. Lors de la courte étape entre Chambéry et Grenoble (68 kilomètres), Ocaña part seul dès la première difficulté du jour, le col du Granier. Sous la chaleur, il poursuit son effort dans les cols du Cucheron et de Porte, parvenant à résister au retour de Bernard Thévenet et Lucien Van Impe. Il scelle sa domination sur l'épreuve en remportant le contre-la-montre de 31,5 kilomètres entre Valence et Crest. Il s'impose au classement général final avec trois minutes et cinq secondes d'avance sur le deuxième, Bernard Thévenet. En juin, il remporte pour la seconde fois le titre de champion d'Espagne à Ségovie, reléguant le deuxième Domingo Perurena à plus de deux minutes et trente secondes.
Le départ du Tour de France 1972 est donné à Angers, offrant une nouvelle confrontation entre Ocaña et Merckx. La presse rapporte des propos exacerbés de l'un envers l'autre et ne se gêne pas pour jeter de l'huile sur le feu. Luis Ocaña effectue une bonne entame de l'épreuve en faisant partie de la bonne échappée en compagnie d'Eddy Merckx, Bernard Thévenet, Felice Gimondi et Cyrille Guimard, lors de la quatrième étape menant à Royan. Alors que Raymond Poulidor, Lucien Van Impe et Joop Zoetemelk concèdent plus de trois minutes à l'arrivée. Ces derniers critiquent Ocaña, qui a grandement collaboré avec Merckx durant cette étape et lui reprochent de vouloir se lancer dans un combat singulier. Luis Ocaña répond à la presse qui lui rapporte ces propos à son égard : « Je ne cours pas le Tour pour faire deuxième. Ce sera tout ou rien. Je gagnerai ou je me coucherai. ». Lors de la première étape pyrénéennes entre Bayonne et Pau, Ocaña chute dans la descente du col du Soulor et franchit la ligne d'arrivée avec une minute et quarante-neuf secondes de retard sur les favoris. Le lendemain, il termine sur les talons de Merckx au col de Peyresourde et se replace à la troisième place du classement général. La onzième étape se conclut par l'ascension du Mont Ventoux, où Ocaña tente plusieurs attaques afin de décrocher Merckx, porteur du maillot jaune, en vain. Ce dernier parvient même à distancer son adversaire de cinq secondes à l'arrivée, mais Luis Ocaña s'empare de la deuxième place au classement général. Il ne peut mener la lutte jusqu'au bout de l'épreuve car souffrant d'une infection broncho-pulmonaire gauche, il est contraint d'abandonner à Aix-les-Bains,. Sa guérison prend plusieurs semaines, sa fin de saison est compromise et il n'obtient plus aucun résultat notable.

#### Consécration sur le Tour de France (1973)
En ce début de saison 1973, Luis Ocaña se fixe pour objectif principal de remporter le Tour de France. Pour cela, il expérimente un vélo avec un cadre en titane fabriqué par la société britannique Speedwell. Grâce à ce cadre, le vélo ne pèse plus que 7,800 kilogrammes, soit deux de moins que les autres montures. De plus, afin d'épauler Luis Ocaña en montagne, l'équipe Bic recrute le Portugais Joaquim Agostinho. Même si Ocaña ne termine que sixième de Paris-Nice, à trente-sept secondes du vainqueur, Raymond Poulidor. Il s'impose ensuite lors de la Semaine catalane, puis au Tour du Pays basque. Il participe ensuite à la Vuelta 1973, où il retrouve son éternel rival, Eddy Merckx. L'épreuve n'est pas assez montagneuse pour lui et Merckx profite des nombreuses bonifications pour s'emparer du commandement et annihiler les velléités de ses adversaires. Le Belge s'impose pour la première fois de sa carrière sur le Tour d'Espagne, devant Ocaña qui termine à trois minutes et quarante-six secondes. Lors du Critérium du Dauphiné libéré, Ocaña déjà double vainqueur de l'épreuve, effectue un dernier test avant le Tour de France. Lors de l'étape de montagne entre Grenoble et Briançon, comprenant les ascensions des cols de la Croix-de-Fer, du Télégraphe et du Galibier, Bernard Thévenet attaque à plusieurs reprises et seul Luis Ocaña parvient à le suivre. Thévenet s'impose au sprint à l'arrivée, endosse le maillot de leader pour six secondes devant Luis Ocaña. Les autres coureurs pointent à près de neuf minutes. Lors du contre-la-montre individuel entre Montceau-les-Mines et Le Creusot, Ocaña se montre le plus rapide, il relègue Thévenet à une minute et treize secondes et prend les rênes de l'épreuve. Le lendemain, à Saint-Étienne, il remporte pour la troisième fois le Critérium du Dauphiné libéré, rejoignant Nello Lauredi au record des victoires.

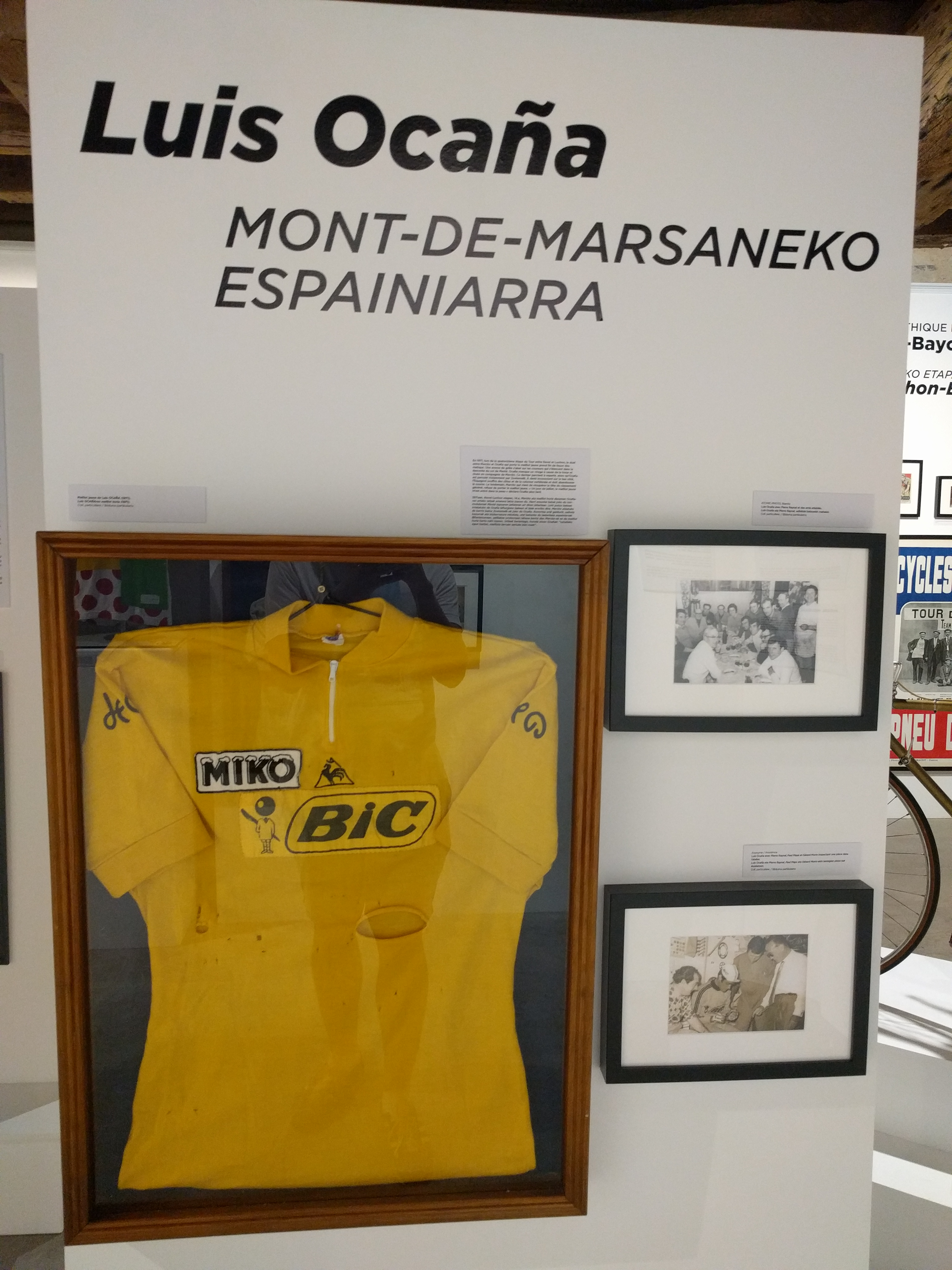
Maillot jaune d'Ocaña, Tour de France 1973.

Le Tour 1973 présente un profil très montagneux avec vingt-neuf cols à franchir. En l'absence d'Eddy Merckx, qui a préféré se reposer après ses victoires sur la Vuelta et le Giro, Luis Ocaña fait figure de favori pour la victoire finale avec Bernard Thévenet. Ocaña effectue une bonne entame en prenant la cinquième place du Prologue à deux secondes du vainqueur, le Néerlandais Joop Zoetemelk. Le lendemain, le sort semble une nouvelle fois s'acharner contre Luis Ocaña, qui chute à cause d'un chien dans l'étape entre Schéveningue et Rotterdam, lui occasionnant des contusions aux côtes. Lors de la troisième étape entre Roubaix et Reims proposant plusieurs secteurs pavés, Ocaña passe à l'offensive dans l'un d'eux au niveau de Quérénaing. Il est accompagné de quelques coureurs dont quatre équipiers, à savoir José Catieau, Sylvain Vasseur, Johny Schleck et Leif Mortensen. Après une passe d'armes de 141 kilomètres, Cyrille Guimard règle le sprint de l'échappée, qui franchit la ligne d'arrivée avec deux minutes et trente secondes d'avance sur le peloton, permettant à Ocaña de prendre un avantage sur ses adversaires directs pour la victoire finale. Dès la première étape alpestre, il l'emporte en solitaire à Gaillard et endosse le maillot jaune. Dans le second secteur d'étape de la journée, il gère les multiples offensives de José Manuel Fuente dans la montée vers Méribel et termine à proximité de Bernard Thévenet, vainqueur à l'arrivée. Le lendemain, une étape dantesque se profile, avec la succession des cols de la Madeleine, du Télégraphe, du Galibier, de l'Izoard et la montée finale vers Les Orres. Sous l'impulsion de Fuente, le peloton éclate dans les premières difficultés, puis à la suite d'une nouvelle attaque de ce dernier dans le Galibier, seul le maillot jaune parvient à le suivre. Au sommet de l'Izoard, les deux Espagnols ont une avance importante sur leurs adversaires. Après une crevaison de Fuente dans la descente du col, Ocaña effectue seul la dernière montée et franchit la ligne d'arrivée avec cinquante-huit secondes d'avance sur son compatriote, Thévenet termine à sept minutes,. À l'amorce des Pyrénées, Ocaña creuse encore les écarts, en s'imposant lors du contre-la-montre de 28,3 kilomètres à Thuir. Lors de la treizième étape, le maillot jaune effectue une nouvelle démonstration, il maîtrise les offensives de Fuente, puis rejoint et dépose Zoetemelk dans le col du Portillon, avant de plonger vers l'arrivée à Luchon, où il l'emporte. Insatiable, il s'impose à nouveau au sommet du Puy-de-Dôme, puis lors du dernier contre-la-montre de 16 kilomètres à Versailles, alors qu'il souffre d'une blessure à la selle. Le Tour de France se conclut au vélodrome de la Cipale à Paris, Luis Ocaña remporte le classement général final devant Bernard Thévenet à quinze minutes et cinquante-et-une secondes et José Manuel Fuente à dix-sept minutes et quinze secondes,.
Luis Ocaña est le leader de la sélection ibérique pour les Championnats du monde se déroulant à Montjuïc en Espagne. Présent dans le final de l'épreuve avec les Belges Eddy Merckx, Freddy Maertens et l'Italien Felice Gimondi, Ocaña lance son sprint trop tardivement et échoue sur la troisième marche du podium, tandis que Gimondi endosse le maillot arc-en-ciel,.

#### Année noire (1974)
Luis Ocaña commence la saison 1974 avec un manque de préparation physique car il s'est consacré durant l'hiver à l'exploitation agricole qu'il vient d'acquérir à Caupenne-d'Armagnac. Pourtant, il s'est lancé comme défi de participer aux trois grands tours. Il effectue sa rentrée à la Semaine catalane où il tombe malade lors de la dernière étape. Il termine ensuite troisième du Tour du Pays basque mais ses problèmes de santé persistent. Au Tour d'Espagne, alors que l'épreuve est courue sous des conditions météorologiques épouvantables, il souffre de problèmes respiratoires mais s'obstine à poursuivre la course. Il termine quatrième du classement général final à Saint-Sébastien, pointant à une minute et cinquante-huit secondes du vainqueur, José Manuel Fuente.
Ocaña décide de ne pas se présenter au départ du Tour d'Italie pour se reposer. En juin, il parvient à retrouver de bonnes sensations lors du Critérium du Dauphiné libéré, réussissant à accompagner les meilleurs dans l'étape de montagne entre Grenoble et Gap. Il termine la course à la sixième place du classement général, à plus de six minutes du vainqueur, Alain Santy. Afin de parfaire sa condition physique pour le Tour de France, il participe au Tour de l'Aude. Il s'y fracture le coude dans une chute et doit renoncer à défendre son titre sur la Grande Boucle. Sa fin de saison est anecdotique, ses résultats ne sont pas à la hauteur de ses attentes ni de celles des dirigeants de l'équipe Bic. Ces derniers lui reprochent la conduite de sa saison et le licencient à la fin de l'année.

#### Saison décevante (1975)
En 1975, la Société espagnole Super Ser, spécialisée dans l'électroménager, contacte Luis Ocaña afin de bâtir une équipe autour de lui. Il fait venir dans sa nouvelle formation trois anciens équipiers de Bic, Jean-Jacques Fussien, Roland Berland et Sylvain Vasseur. Ocaña veut faire oublier les échecs de la saison précédente. Dès le Tour d'Andalousie, il remporte le contre-la-montre individuel et termine deuxième de l'épreuve derrière Freddy Maertens. Cependant, lors de Paris-Nice, il subit une défaillance sur les pentes du col d'Èze et ne termine qu'à la neuvième place du classement général final, à quatre minutes et trente secondes du vainqueur, Joop Zoetemelk,. Il prend ensuite la deuxième place de la Semaine catalane, à dix-neuf secondes du vainqueur. Lors de la Vuelta, il fait figure de favori pour la victoire finale. Ses adversaires principaux sont les Espagnols José Manuel Fuente, Miguel María Lasa, Domingo Perurena et le Néerlandais Hennie Kuiper. Lors de la première étape de montagne, Ocaña effectue un travail d'usure pour lâcher ses adversaires mais c'est son équipier Agustín Tamames qui en profite pour s'imposer. Ce dernier remporte le classement général final lors de la dernière étape. Ocaña termine la course à la quatrième place avec une minute et trente-quatre secondes de retard.
En juin, Ocaña participe au Critérium du Dauphiné libéré. Dans l'étape entre Romans-sur-Isère Grenoble, il se montre incapable de suivre le rythme du peloton dans le col du Granier. Le lendemain, il subit la même déconvenue dans la succession des cols de la Croix-de-Fer, du Télégraphe et du Galibier. Il déclare à la presse : « Je n'ai plus de jus. Je suis comme une batterie à plat. ». Son manque de forme se remarque dès le prologue du Tour de France 1975 à Charleroi où il concède en 6,250 kilomètres, quarante-cinq secondes au vainqueur, l'Italien Francesco Moser. Mais il s'accroche, tente à plusieurs reprises de s'échapper dans les étapes suivantes et réalise des performances honorables sur les épreuves chronométrées de Merlin-Plage puis entre Fleurance et Auch. Lors de la première étape pyrénéenne, l'Espagnol parvient à rallier l'arrivée à Pau avec le groupe des favoris. Le lendemain, dans une redoutable étape proposant les ascensions du Tourmalet, d'Aspin et du Pla d'Adet, Ocaña franchit la première difficulté dans un groupe de sept coureurs avec Eddy Merckx, Lucien Van Impe, Bernard Thévenet, Joop Zoetemelk, Joseph Deschoenmaecker et Francisco Galdós. Dans la montée finale, il lâche prise une première fois puis parvient à revenir sur Merckx, Van Impe et Zoetemelk. Une nouvelle accélération de ce dernier le décramponne définitivement et il franchit la ligne d'arrivée avec un retard de plus de deux minutes sur le Néerlandais. À l'issue de cette étape, il grimpe à la cinquième place du classement général. À cause d'une blessure à la selle, il est obligé de pédaler de travers pour atténuer ses souffrances. Cela lui occasionne alors une vive douleur au genou. Ne pouvant plus poser le pied sur le sol, il est contraint de ne pas prendre le départ de la treizième étape à Albi.

#### Objectifs manqués (1976)

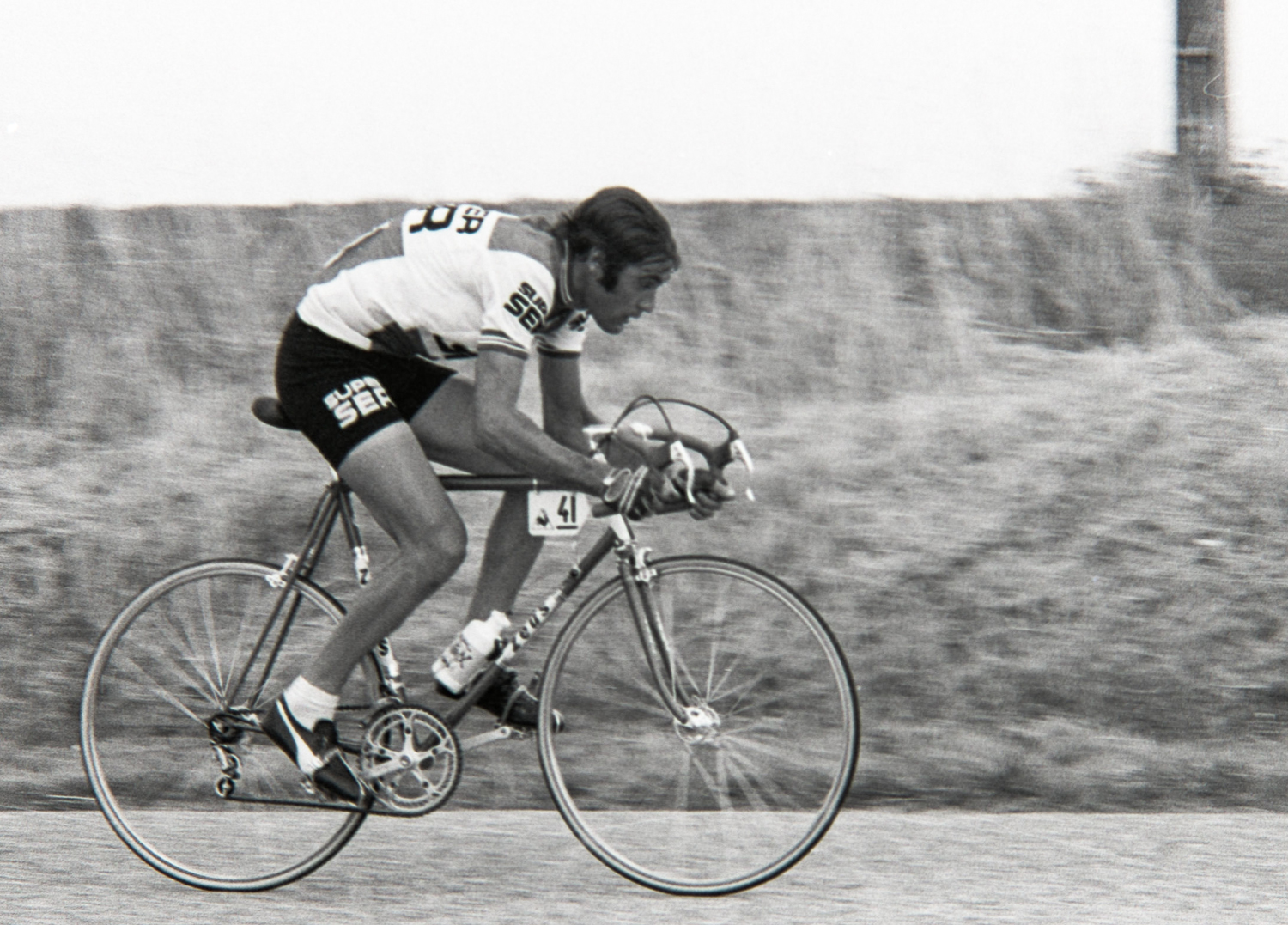
Luis Ocaña sur le Tour de France 1976.

Lors de la saison 1976, Ocaña se fixe pour objectif principal le Tour d'Espagne et à un degré moindre le Tour de France. L'épreuve ibérique se déroulant en avril, il s'impose une préparation plus importante durant l'inter-saison et se présente sur Paris-Nice avec une bonne condition. Il se montre discret durant les premières étapes quasiment toutes remportées par le Belge Freddy Maertens. Lors de la première étape de montagne menant à Gréoux-les-Bains avec l'ascension du Mont Ventoux, Ocaña franchit la ligne d'arrivée avec le groupe de tête, prenant la quatrième place du classement général, à dix-huit secondes du Néerlandais Hennie Kuiper. Le lendemain, le premier secteur de la sixième étape arrivant aux Arcs est couru sous une pluie torrentielle. Luis Ocaña place une attaque violente dans une descente, mettant en difficulté plusieurs favoris dont Bernard Thévenet et Joop Zoetemelk, ce qui lui permet de s'emparer à l'arrivée de la deuxième place au général. Ocaña joue donc la victoire finale lors de la dernière étape, un contre-la-montre de 9,5 kilomètres jusqu'au Col d'Èze. Le jeune Français Michel Laurent se montre le plus rapide et crée la surprise en remportant la Course au Soleil, Ocaña terminant sur la troisième marche du podium.
Luis Ocaña fait partie des favoris de la Vuelta dont le tracé est très montagneux et sinueux. Ses principaux adversaires sont le Néerlandais Hennie Kuiper, l'Allemand Dietrich Thurau, le Portugais Joaquim Agostinho ainsi que les Espagnols de l'équipe Kas-Campagnolo. Très en forme, Ocaña secoue à plusieurs reprises le peloton, en particulier lors de la 15e étape où il se montre le plus fort dans les ascensions mais ne parvient pas à créer des écarts et se trouve repris dans la descente menant à l'arrivée à Cangas de Onís. Le lendemain, l'étape comportant cinq cols au programme, il se lance dans une grande chevauchée et revient sur son équipier parti en éclaireur, le Suisse Josef Fuchs. Ce dernier travaille le plus possible pour son leader, mais doit abdiquer et le laisser seul à 80 kilomètres de l'arrivée. Ocaña va jusqu'au bout de ses forces mais voit revenir un groupe de six coureurs, qui le dépose dans la dernière ascension. Lors de la 18e étape, rapidement dépourvu d'équipier autour de lui, il est harcelé par plusieurs attaques de ses adversaires et doit se résoudre à laisser partir l'Allemand Thurau vers la victoire à Santuario de Oro. Même les coureurs de l'équipe Kas, les Espagnols José Pesarrodona, José Nazábal et Vicente López Carril parviennent à distancer Ocaña à proximité de l'arrivée. Cependant, il peut toujours viser la victoire finale à l'amorce de la dernière étape, un contre-la-montre individuel de 31,7 killomètres à Saint-Sébastien. Pourtant dans un exercice où il excelle, il montre dès les premiers kilomètres du parcours des signes de faiblesse et ne parvient pas à s'imposer. José Pesarrodona remporte cette Vuelta avec une minute et trois secondes d'avance sur Luis Ocaña, qui termine pour la troisième fois à la deuxième place sur cette épreuve. Selon ses dires, cet échec est pour lui une déception plus grande encore que sa chute dans le col de Menté sur le Tour de France 1971.
Après un Critérium du Dauphiné libéré en demi-teinte, Ocaña ne se montre guère plus à son avantage sur le Grand Prix du Midi libre, souffrant d'une sciatique. Il se présente donc au départ du Tour 76 dans un rôle d'outsider, les favoris étant le Français et vainqueur sortant Bernard Thévenet, le Néerlandais Joop Zoetemelk et le Belge Lucien Van Impe. Même s'il prend une neuvième place encourageante lors du prologue en Vendée, il subit un important revers lors de la 3e étape, un contre-la-montre individuel de 37 kilomètres au Touquet-Paris-Plage. Lors de la 9e étape arrivant au sommet de l'Alpe d'Huez, Ocaña ne peut suivre l'allure des meilleurs et sort du massif alpin en vingtième position au classement général. Il a un sursaut d'orgueil dans l'étape entre Saint-Gaudens et Saint-Lary-Soulan-Pla d'Adet. Il anime la course en attaquant dans la descente du col de Menté puis continue son effort dans le col du Portillon et de Peyresoude, mais il craque dans la dernière ascension et laisse partir Van Impe vers la victoire,. Ocaña termine l'épreuve à la quatorzième place au classement général à plus de vingt-cinq minutes du vainqueur, Lucien Van Impe.
La fin de saison de Luis Ocaña est marquée par sa non-sélection par l'équipe d'Espagne afin de participer aux championnats du monde se déroulant à Ostuni en Italie. De plus, en raison des résultats insuffisants durant la saison, l'équipe Super Ser cesse son sponsoring.

#### Dernière saison (1977)
Luis Ocaña intègre l'équipe Belge Frisol-Thirion-Gazelle dans un rôle de leader, en particulier sur le prochain Tour de France. Il entame sa saison par une victoire lors du prologue du Tour méditerranéen, mais doit ensuite abandonner la course à la suite d'une chute l'handicapant au genou. Mal remis de sa blessure, il ne termine pas non plus Paris-Nice, puis chute à nouveau lourdement lors de la Semaine catalane, ce qui lui occasionne des douleurs persistantes au dos. Il est ensuite victime d'un accident de voiture en Espagne, s'en sortant miraculeusement, restant deux jours dans une clinique. Son dos le fait énormément souffrir, Ocaña ayant du mal à supporter de longues heures sur le vélo en particulier lorsque la route s'élève. Après avoir obtenu dans un premier temps l'accord de ses dirigeants afin de ne pas participer au Tour d'Espagne, son équipier Jan Raas étant indisponible, Ocaña se trouve dans l'obligation de se présenter au départ de l'épreuve ibérique. Même s'il montre beaucoup de courage et tente à plusieurs reprises sa chance dans des échappées, il termine à la vingt-deuxième place au classement général final, loin du vainqueur, le Belge Freddy Maertens.
Pour sa huitième et dernière participation à la Grande Boucle, Ocaña se présente avec de l'ambition, ne souhaitant pas faire de la figuration. Dès la deuxième étape, les cols pyrénéens sont au programme. Dans le col d'Aspin, il retrouve ses sensations, impose un rythme soutenu, décramponnant Eddy Merckx et Dietrich Thurau. Mais il ressent à nouveau des douleurs au dos dans le Tourmalet, puis subit une fringale dans le col d'Aubisque et franchit la ligne d'arrivée à Pau avec treize minutes de retard sur le groupe des favoris. Dans les Alpes, il passe à l'attaque à plusieurs reprises dans les cols de Cou, de la Forclaz et du Glandon en vain. Ocaña est ensuite pénalisé de dix minutes à la suite d'un contrôle antidopage positif à un stimulant lors de la 18e étape. Le Néerlandais Joop Zoetemelk, l'Espagnol Antonio Menéndez ainsi que les Portugais Joaquim Agostinho et Fernando Mendes sont également sanctionnés pour le même motif durant l'épreuve. Ocaña termine à la vingt-cinquième place du classement général final de ce Tour 77, à plus d'une heure du vainqueur, le Français Bernard Thévenet.
Luis Ocaña termine sa carrière en même temps qu'un autre coureur de renom Raymond Poulidor (41 ans), lors du Grand Prix des Nations, avec une honorable dixième place à huit minutes du vainqueur, Bernard Hinault.

### Style et caractère
Luis Ocaña était aussi performant en contre-la-montre qu'en montagne. Il affectionnait particulièrement les courses à étapes. Capable de se lancer dans de grandes échappées loin de l'arrivée. Ayant un caractère bien trempé, il était simple, généreux, courant toujours avec panache. Son tempérament fougueux sur le vélo, lui permit de réaliser des coups d'éclats comme lors de l'étape menant à Orcières Merlette sur le Tour de France 1971. Mais il lui occasionna aussi des mésaventures, comme lors de sa terrible chute dans le col de Menté avec le maillot jaune sur les épaules lors de ce même Tour.
Luis Ocaña n'acceptait pas la suprématie du Belge Eddy Merckx sur le cyclisme. Il était aussi l'un des rares à n'avoir pas voulu faire allégeance. Il allait jusqu'à provoquer Merckx en lui disant au début des courses « Je vais t'avoir. Tu n'es pas le plus fort. ». Il avait même appelé son chien « Merckx », lui disant : « Je suis ton maître et je le resterai ! ». Après leurs carrières, les deux coureurs finissent par devenir amis,.

### Après carrière
Sa carrière achevée, Ocaña devient directeur sportif des équipes espagnoles Teka en 1984 et Fagor l'année suivante. Il sera également sélectionneur de l'équipe d'Espagne et du Paraguay, sans grands succès. À la fin de la saison 1983, Bernard Hinault annonce son départ de l'équipe Renault à la suite d'un conflit avec Cyrille Guimard et entame des négociations avec Ocaña pour que celui-ci devienne le manager de sa nouvelle formation pour la saison suivante. Mais finalement Hinault préfère s'engager avec l'équipe La Vie claire créée par Bernard Tapie. En septembre 1985, souhaitant créer une nouvelle équipe, Ocaña s'engage dans un projet initié par un homme d'affaires bordelais qui prétend être sponsorisé par la chaîne de télévision américaine ABC. Ce projet se révèle être une escroquerie menée par l'homme d'affaires et l'équipe n'est jamais créée,.
En 1973, après avoir entamé un projet d'ouverture d'un hôtel à Mont-de-Marsan qui ne verra pas le jour, Ocaña fait l'acquisition d'une exploitation agricole à Caupenne-d'Armagnac dans le Gers. Il consacre énormément de temps et modernise l'exploitation en investissant beaucoup d'argent. En juin 1983, une forte grêle anéantit le vignoble, rendant la récolte impossible durant trois ans et mettant Ocaña dans de grosses difficultés financières.
Afin de résorber ses dettes, Ocaña devient consultant pour Antenne 2 et des radios espagnoles, en particulier lors du Tour de France ou du Tour d'Espagne.

### Vie privée
En 1966, Luis Ocaña fait la rencontre de Josiane Calède, lors d'un bal dansant organisé à Saint-Pierre-du-Mont. La même année, ils se marient le 24 décembre dans la Chapelle Notre-Dame-des-Cyclistes au milieu des vignobles à Labastide-d'Armagnac, succédant au mariage civil célébré à la mairie du Houga. De cette union naîtront deux enfants, Jean-Louis né le 23 février 1968, et Sylvie née le 28 juillet 1970.
Luis Ocaña intègre le club cycliste de Mont-de-Marsan en 1964, dont le président est Pierre Cescutti. Pédagogue et dénicheur de talent, il prend sous son aile Ocaña, lui inculquant avec patience les bases du métier, agrémentées de ses valeurs personnelles d’honnêteté et de droiture. Il sera toujours aux côtés du coureur durant sa carrière professionnelle, ce dernier lui rendant hommage dans une interview accordée à Sud Ouest : « C'est un « Monsieur » et je suis reconnaissant au destin de l'avoir placé sur ma route. Je lui dois tout. Il a guidé mes premiers pas de coureur cycliste avec une discrétion et un désintéressement exceptionnels. ».
Dans les années 1980, il apporte son soutien à Jean-Marie Le Pen, puis participe activement à la campagne pour la présidentielle 1988 du leader du Front national.

### Accidents, maladie et décès
En marge du Tour de France 1979, il participe avec le pilote Jean Sarazin à un gymkhana à la station des Menuires. Au replat d'une crête, le véhicule sort de la route et tombe dans le ravin. Luis Ocaña et Sarazin sont dans le coma. À son réveil, Ocaña souffre de multiples fractures et reste avec une acuité visuelle diminuée à un œil,. En 1983, il est victime d'un nouvel accident de voiture, à la suite d'une collision avec un camion. Il est sérieusement blessé à la jambe et reste hospitalisé plusieurs semaines à l'hôpital de Mont-de-Marsan.
Souffrant des séquelles de ces accidents, il subit des transfusions sanguines à la suite desquelles il est atteint d'une hépatite C. Cela a pour conséquence de lui provoquer un cancer du foie. Peu de temps avant sa mort, il déclare au journaliste Patrick Leroux de Libération : « Ce n'est pas que je sois malheureux dans ma vie actuelle, mais elle ne me procurera jamais les sensations et les émotions que j'ai vécues sur le vélo ! ». Se sachant condamné à brève échéance, il se suicide par arme à feu à son domicile du Gers le 19 mai 1994 et meurt quelques heures plus tard à l'hôpital Layné de Mont-de-Marsan. Le journal L'Équipe titre alors : « La mort d'un seigneur ».
Ses obsèques sont célébrées dans la chapelle Notre-Dame-des-Cyclistes à Labastide-d'Armagnac. Ses cendres sont ensuite dispersées sur la tombe de son père à Houga et dans le cimetière de son village natal à Priego en Espagne.
Une plainte contre X, qui n'aboutit pas, est déposée par sept membres de la famille dont son fils Jean-Louis, par rapport aux circonstances de la mort de Luis Ocaña, sa femme Josiane étant même suspectée.

## Palmarès
Luis Ocaña remporte 110 victoires durant sa carrière professionnelle,.

### Palmarès amateur
| - 1965 - 2e du Grand Prix de France - 1966 - Tour de la Bidassoa : - Classement général - 3e étape - 2e étape du Tour du Roussillon - 1 étape du Tour du Gard - 4e étape du Tour du Béarn - 2e du Tour du Roussillon - 3e de la Poly Béarnaise | - 1967 - Tour du Roussillon : - Classement général - 1re étape - Tour du Béarn - 1 étape du Tour des Alpes de Provence - Grand Prix des Nations amateurs - 2e de la Poly Béarnaise - 3e du Tour du Gard |  |

### Palmarès professionnel
| - 1967 - 6e du Grand Prix du Midi Libre - 1968 - Champion d'Espagne sur route - 1re, 2e et 6e étapes du Tour d'Andalousie - GP Llodio - 2e du Grand Prix de Navarre - 2e de l'Escalade de Montjuïc - 3e du Tour d'Andalousie - 3e de Barcelone-Andorre - 3e du Grand Prix des Nations - 3e du Trophée Baracchi (avec Jesús Aranzabal) - 4e du Tour de Catalogne - 1969 - Semaine catalane : - Classement général - 5eb étape (contre-la-montre) - 3e étape du Tour du Pays basque - Tour d'Espagne : - Classement de la montagne - 1rea (contre-la-montre), 16e (contre-la-montre) et 18eb (contre-la-montre) étapes - Classement général du Grand Prix du Midi libre - Tour de La Rioja : - Classement général - 3e étape (contre-la-montre) - 2e du GP Munecas Famosa - 2e du Tour d'Espagne - 3e de la Subida a Arrate - 3e de l'Escalade de Montjuïc - 8e du Super Prestige Pernod - 1970 - 5eb étape de la Semaine catalane (contre-la-montre) - Tour d'Espagne : - Classement général - Prologue et 19eb étape (contre-la-montre) - Critérium du Dauphiné libéré : - Classement général - 5eb étape (contre-la-montre) - 17e étape du Tour de France - 7eb étape du Tour de Catalogne (contre-la-montre) - 2e de Paris-Nice - 2e de l'Escalade de Montjuïc - 3e du Grand Prix de Saint-Tropez - 3e de la Semaine catalane - 3e du Grand Prix des Nations - 3e du Super Prestige Pernod - 7e du Tour de Lombardie - 10e du Tour de Catalogne - 1971 - 1rea étape de la Semaine catalane (contre-la-montre) - Subida a Arrate - Tour du Pays basque : - Classement général - 4eb étape (contre-la-montre) - 12e étape du Tour d'Espagne - 8e et 11e étapes du Tour de France - GP Diessenhofen (contre-la-montre) - Tour de Catalogne : - Classement général - 5eb étape (contre-la-montre) - Trophée Baracchi (avec Leif Mortensen) - À travers Lausanne : - Classement général - 1re et 2e étapes (contre-la-montre) - Grand Prix de Lugano - Grand Prix des Nations - 2e du Tour du Levant - 2e du Critérium du Dauphiné libéré - 2e du Super Prestige Pernod - 3e de Paris-Nice - 3e de la Semaine catalane - 3e du Tour d'Espagne - 3e de l'Escalade de Montjuïc - 3e du Grand Prix de Baden-Baden (avec Charly Grosskost) | - 1972 - Champion d'Espagne sur route - Critérium du Dauphiné libéré : - Classement général - 4ea et 5ea (contre-la-montre) étapes - 2e des Quatre Jours de Dunkerque - 3e de Paris-Nice - 7e du Grand Prix du Midi Libre - 9e du Super Prestige Pernod - 1973 - Semaine catalane : - Classement général - 5ea étape (contre-la-montre) - Tour du Pays basque : - Classement général - 4eb étape (contre-la-montre) - Critérium du Dauphiné libéré : - Classement général - 6eb étape (contre-la-montre) - Trophée des grimpeurs - Tour de France : - Classement général - Prix de la combativité - 7ea, 8e, 12ea (contre-la-montre), 13e, 18e et 20ea (contre-la-montre) étapes - 3eb étape du Tour de Catalogne (contre-la-montre) - 2e du Tour d'Espagne - 2e de la course de côte d'Allevard - 2e du Tour de Cantabrie - 2e du Grand Prix des Nations - 2e du Super Prestige Pernod - 3e de Nice-Seillans - Médaillé de bronze du championnat du monde sur route - 3e de l'Escalade de Montjuïc - 4e du Tour de Catalogne - 6e de Paris-Nice - 1974 - 3e du Gran Premio Nuestra Señora de Oro - 3e du Tour du Pays basque - 4e du Tour d'Espagne - 6e du Critérium du Dauphiné libéré - 10e du Tour de Catalogne - 1975 - 7ea étape du Tour d'Andalousie (contre-la-montre) - 2eb étape du Tour de La Rioja (contre-la-montre) - 2e du Tour d'Andalousie - 2e de la Subida a Arrate - 2e de la Semaine catalane - 3e du Tour des vallées minières - 3e du Tour des Asturies - 4e du Tour d'Espagne - 7e du Tour de Catalogne - 9e de Paris-Nice - 1976 - Circuit des genêts verts - 2e du Tour d'Espagne - 3e de Paris-Nice - 1977 - Prologue du Tour méditerranéen - Subida a Arrate |  |

### Résultats sur les grands tours
Luis Ocaña participe à huit éditions du Tour de France, remporte le Tour 1973 ainsi que neuf étapes et porte le maillot jaune à 21 reprises. Il participe également à neuf éditions du Tour d'Espagne, s'impose lors de la Vuelta 1970, remporte 6 étapes et porte le maillot de leader durant sept jours. Il est présent une seule fois lors du Tour d'Italie en 1968, le deuxième grand tour de sa carrière.

#### Tour de France
8 participations
- 1969 : abandon (8eb étape)
- 1970 : 31e, vainqueur de la 17e étape
- 1971 : abandon (14e étape), vainqueur des 8e et 11e étapes,  vainqueur du prix de la combativité,  maillot jaune pendant 3 étapes
- 1972 : abandon (15e étape)
- 1973 :  Vainqueur du classement général, vainqueur des 7ea, 8e, 12ea (contre-la-montre), 13e, 18e et 20ea (contre-la-montre) étapes,  vainqueur du prix de la combativité,  maillot jaune pendant 18 étapes
- 1975 : non-partant (13e étape)
- 1976 : 14e
- 1977 : 25e

#### Tour d'Espagne
9 participations
- 1968 : abandon (12e étape)
- 1969 : 2e,  vainqueur du classement de la montagne, vainqueur des 1rea (contre-la-montre), 16e (contre-la-montre) et 18eb (contre-la-montre) étapes
- 1970 :  Vainqueur du classement général, vainqueur du prologue et de la 19eb étape (contre-la-montre),  maillot jaune pendant 6 étapes
- 1971 : 3e, vainqueur de la 12e étape
- 1973 : 2e
- 1974 : 4e
- 1975 : 4e
- 1976 : 2e
- 1977 : 22e

#### Tour d'Italie
1 participation
- 1968 : 32e

### Résultats sur les principales courses par étapes
Luis Ocaña a remporté à trois reprises le Critérium du Dauphiné libéré, détenant le record de victoires sur l'épreuve avec les Français Nello Lauredi, Bernard Hinault, Charly Mottet et le Britannique Christopher Froome. Il remporte également à deux reprises le Tour du Pays basque et la Semaine catalane, puis à une reprise le Tour de Catalogne.
| Année | Paris-Nice | Tour de Catalogne | Tour du Pays basque | Semaine catalane | Quatre Jours de Dunkerque | Critérium du Dauphiné libéré |
| ----- | ---------- | ----------------- | ------------------- | ---------------- | ------------------------- | ---------------------------- |
| 1968  | -          | 4e                | -                   | 15e              | -                         | -                            |
| 1969  | -          | -                 | 6e                  | Vainqueur        | -                         | -                            |
| 1970  | 2e         | 10e               | -                   | 3e               | -                         | Vainqueur                    |
| 1971  | -          | Vainqueur         | Vainqueur           | 3e               | -                         | 2e                           |
| 1972  | 3e         | -                 | -                   | -                | 2e                        | Vainqueur                    |
| 1973  | 6e         | 4e                | Vainqueur           | Vainqueur        | -                         | Vainqueur                    |
| 1974  | 19e        | 10e               | 3e                  | -                | -                         | 6e                           |
| 1975  | 9e         | 7e                | -                   | 2e               | -                         | 16e                          |
| 1976  | 3e         | -                 | 9e                  | -                | -                         | 11e                          |

## Hommages
Le jour du départ de la 7e étape du Tour de France 2023 l'ancien vélodrome du Harbaux à Mont-de-Marsan est inauguré et nommé vélodrome Luis-Ocaña,,.